# K. k. Feldartillerieregiment Nr. 44
Das k. k. Feldartillerieregiment Nr. 44 war von 1916 bis 1918 ein Regiment der kaiserlich-königlichen Landwehr und damit Teil der Landstreitkräfte Österreich-Ungarns.

## Geschichte

### Name
Das Regiment wurde am 1. März 1916 als k. k. Landwehrfeldkanonenregiment Nr. 44 errichtet. Die Stammtruppenteile waren die am 1. Januar 1913 errichtet k. k. Feldkanonendivision Nr. 44 und die am 1. Januar 1909 errichtete „Schwestereinheit“, die k. k. Feldhaubitzdivision Nr. 44. Auf Antrag des k. k. Ministeriums für Landesverteidigung, durch den Kaiser mittels Allerhöchster Entschließung am 27. Februar 1916 vollzogen, wurden diese, zuvor durch weitere Batterien verstärkt, in Regimenter umbenannt. 1917 wurde die Bezeichnung „Landwehr“ abgeschafft und das Regiment als k. k. Feldkanonenregiment Nr. 44 bezeichnet. Bei der Reorganisation im Juni 1918 erhielt es die Bezeichnung k. k. Feldartillerieregiment Nr. 44.

### Garnison

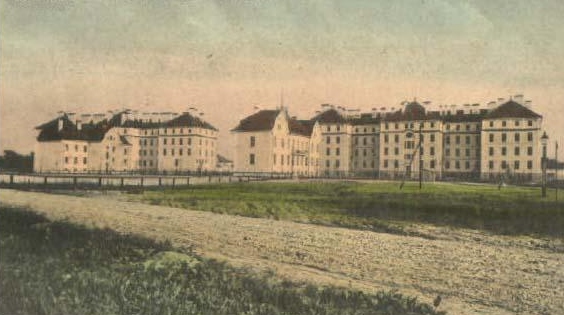
K. k. Landwehr-Artillerie-Kaserne in Linz.

Als Kriegsformation hatte das Regiment keine Friedensgarnison. Die vereinigte k. k. Ersatzbatterie Nr. 44 hatte seinen Standort in Linz und war für die k. k. Feldartillerieregimenter Nr. 44 und 144 sowie für das Schwere Feldartillerieregiment Nr. 44 zuständig.
Der Personalersatz rekrutierte sich aus dem Militärkommandobereich Prag.

### Teilnahme an Gefechten und Kampfhandlungen
In Österreich-Ungarns Armee im Ersten Weltkrieg war das Regiment an der Ost- und Südwestfront eingesetzt.
Im Mai 1916 lag das Regiment zur Retablierung in Südtirol.
Durch die große Offensive der Russischen Armee unter General Brussilows am östlichen Kriegsschauplatz, sah sich das Armeeoberkommando gezwungen, die Front in Südtirol zu verkürzen und im Juni 1916 zwei Divisionen, u. a. die k. k. Landwehrinfanterietruppendivision Nr. 44 und damit auch das neu errichtete k. k. Landwehrfeldkanonenregiment Nr. 44., dorthin zu verlegen. Im Verlauf der Schlacht bei Stanislau war das Regiment von Ende Juli bis Mitte August 1916 rund 30 km südwestlich von Stanislau im Einsatz.
Im August 1916 verlegte es per Eisenbahntransport an die Südwestfront zurück. Ab 20. August traf das Regiment am Bahnhof Prvacina ein und wurde anschließend im Rahmen der 9., 10., 11. und 12. Isonzoschlacht eingesetzt. Im September 1917 lag es im Ternowaner Wald.
Nach der Kapitulation erfolgte im November 1918 der Rückmarsch nach Linz. Dort wurde das Regiment demobilisiert und schließlich aufgelöst.

## Organisation

### Verbandszugehörigkeit
Das Regiment war ab dem Tag seiner Errichtung der k. k. (Landwehr-)Feldartilleriebrigade Nr. 44 unterstellt und damit Teil der k. k. Landwehrinfanterietruppendivision bzw. Schützendivision Nr. 44.

### Gliederung
1914 bestanden die k. k. Landwehrfeldkanonendivisionen aus zwei Kanonenbatterien zu jeweils sechs Geschützen. 1916 wurden diese zur Aufstellung der vier Batterien umfassenden Landwehrfeldkanonenregimenter verwendet, die 1917 um zwei auf nunmehr sechs Batterien erweitert wurden. Im Mai 1917 wurde der Kriegsstand pro Batterie um etwa 22 Mann auf 190 Soldaten gesenkt.   1918 traten an Stelle der bisherigen Feldkanonenregimenter die einheitlichen Feldartillerieregimenter mit gemischter Ausrüstung.
Gliederung 1916 als k. k. Landwehrfeldkanonenregiment Nr. 44 (LFKR 44)
- Stab
- Feldkanonenbatterie Nr. 1, Umbenennung der 1913 errichteten Batterie Nr. 1 der k. k. Landwehrfeldkanonendivision Nr. 44
- Feldkanonenbatterie Nr. 2, Umbenennung der 1913 errichteten Batterie Nr. 2 der k. k. Landwehrfeldkanonendivision Nr. 44
- Feldkanonenbatterie Nr. 3, Umbenennung der 1915 errichteten Batterie Nr. 3 des k. k. Tiroler Feldkanonenregiments
- Feldkanonenbatterie Nr. 4, Umbenennung der 1915 errichteten Batterie Nr. 4 des k. k. Tiroler Feldkanonenregiments

Gliederung 1917 als k. k. Feldkanonenregiment Nr. 44 (FKR 44)
- Stab
- Feldkanonenbatterie Nr. 1, war zuvor die Batterie Nr. 1 des LFKR 44
- Feldkanonenbatterie Nr. 2, war zuvor die Batterie Nr. 2 des LFKR 44
- Feldkanonenbatterie Nr. 3, war zuvor die Batterie Nr. 3 des LFKR 44
- Feldkanonenbatterie Nr. 4, war zuvor die Batterie Nr. 4 des LFKR 44
- Luftfahrzeugabwehrkanonenbatterie[A 3]  Nr. 5, Umbenennung des 1917 errichteten 8 cm M. 14/R Luftabwehrkanonenzuges Nr. 1 des k. u. k. Gebirgsartillerieregiments Nr. 14
- Minenwerferbatterie Nr. 6, 1917 neu errichtet

Gliederung 1918 als k. k. Feldartillerieregiment Nr. 44 (FAR 44)
- Stab
- Feldkanonenbatterie Nr. 1, war zuvor die Batterie Nr. 1 des FKR 44
- Feldhaubitzbatterie Nr. 2, Umbenennung der Batterie Nr. 1 des k. k. Feldhaubitzregiments Nr. 44
- Feldhaubitzbatterie Nr. 3, Umbenennung der Batterie Nr. 4 des k. k. Feldhaubitzregiments Nr. 44
- Feldkanonenbatterie Nr. 4, war zuvor die Batterie Nr. 4 des FKR 44
- Feldhaubitzbatterie Nr. 5, Umbenennung der Batterie Nr. 6 des k. k. Feldhaubitzregiments Nr. 44
- Minenwerferbatterie Nr. 6, war zuvor die Minenwerferbatterie Nr. 6 des k. k. FKR 44

### Kommandanten
| Nr. | Name                                     | Beginn der Berufung |
| --- | ---------------------------------------- | ------------------- |
| 1.  | Oberst Artur Ritter Bogusz von Ziemblice | 16. März 1916       |
| 2.  | Oberst Vinzenz Scholler von Konty        | 1917                |

## Bewaffnung und Ausrüstung

### Hauptbewaffnung
Die k. k. Landwehrfeldkanonendivisionen waren zunächst mit aus Stahlbronze erzeugten 8-cm-Schnellfeuerkanonen mit Rohrrücklauf M. 5 bzw. M. 5/8 ausgerüstet. Diese sollten im Laufe des Krieges vollständig durch die moderne stählerne 8-cm-Feldkanone M. 17 ersetzt werden, was jedoch bis Herbst 1918 nur teilweise gelang.

## Verweise